# جائزة الأوسكار لأفضل ممثلة
جائزة الأوسكار لأفضل ممثلة إحدى الجوائز التي تمنحها أكاديمية الفنون والعلوم السينمائية، التي تعتبر أكاديمية فخرية وليست أكاديمية تعليمية في كاليفورنيا في الولايات المتحدة. وتعتبر الممثلة كاثرين هيبورن (1907 - 2003) صاحبة الرقم القياسي لحد الآن حيث حصلت على 4 من جوائز الأوسكار كأحسن ممثلة في الأعوام 1933، 1967، 1968، 1981 ورشحت 12 مرة لجائزة أحسن ممثلة، ومن حيث عدد مرات الترشيح تعتبر الممثلة ميريل ستريب أعلى الممثلات ترشحًا للجائزة، بواقع 21 ترشيحًا وفازت بها 3 مرات.
وفيما يلي قائمة بأسماء الممثلات في أدوار رئيسية في الأفلام والحائزات على جائزة الأوسكار:
| - 2019 - رينيه زيلويغر -فيلم – جودي في دور جودي جارلاند - 2018 - فرانسيس مكدورماند -فيلم – ثلاث لوحات خارج إيبينغ، ميزوري في دور ميلدريد هايز - 2017 - إيما ستون -فيلم – لا لا لاند في دور ميا دولان - 2016 - بري لارسون -فيلم – غرفة في دور جوي نيوسوم - 2015 - جوليان مور -فيلم – ما تزال أليس في دور اليس دالي هولاند - 2014 - كيت بلانشيت -فيلم – ياسمين أزرق في دور جانيت "جاسمين" فرانسيس - 2013 - جينفير لورنس – المعالجة بالسعادة في دور تيفاني ماكسويل - 2011 - ميريل ستريب-فيلم المرأة الحديدية في دور مارغريت ثاتشر - 2010 - ناتالي بورتمان-فيلم البجعة السوداء في دور نينا سايرس - 2009 - ساندرا بولوك-فيلم البعد الأخر في دور لي ان توهي - 2008 - كيت وينسليت-فيلم القارئ في دور هانا شميتز - 2007 - ماريون كوتيلارد-فيلم الحياة الوردية في دور إديث بياف - 2006 - هيلين ميرين-فيلم الملكة في دور إليزابيث الثانية - 2005 - ريس وثرسبون-فيلم السير على الخط في دور جون كارتر داش - 2004 - هيلاري سوانك-فيلم طفلة المليون دولار في دور مارجريت "ماغي" فيتزجيرالد - 2003 - شارليز ثيرون-فيلم الوحش في دور إلين وونرس - 2002 - نيكول كيدمان-فيلم الساعات في دور فيرجينيا وولف - 2001 - هالي بيري-فيلم كرة الوحوش في دور ليتيسيا موتسجروف - 2000 - جوليا روبرتس-فيلم إيرين بروكوفيتش في دور إيرين بروكوفيتج - 1999 - هيلاري سوانك-فيلم الصبيان لا يبكون في دور براندون تينا - 1998 - جوينيث بالترو-فيلم شكسبير في الحب - 1997 - هيلين هنت-فيلم أفضل ما يمكن حصوله - 1996 - فرانسيس مكدورماند-فلم فارغو - 1995 - سوزان سراندون-فيلم رجل ميت يمشي - 1994 - جيسيكا لانج-فيلم سماء زرقاء - 1993 - هولي هنتر-فيلم البيانو - 1992 - أيما ثومبسون-فيلم نهاية هاوارد - 1991 - جودي فوستر-فيلم صمت الحملان - 1990 - كاثي بيتس-فيلم بؤس - 1989 - جيسيكا تاندي-فيلم توصيل السيدة ديزي | - 1988 - جودي فوستر-فيلم المتهمة - 1987 - شير-فيلم ضربة قمر - 1986 - مارلي ماتلن-فيلم أطفال ألهة أخرى - 1985 - جيرالدين بيج-فيلم الرحلة إلى بونتيفول - 1984 - سالي فيلد-فيلم أماكن في القلب - 1983 - شيرلي ماكلين-فيلم شروط أظهار العاطفة - 1982 - ميرل ستريب-فيلم أختيار صوفيا - 1981 - كاثرين هيبورن-فيلم البحيرة الذهبية - 1980 - سيسي سبيسك-فيلم أبنة عامل منجم الفحم - 1979 - سالي فيلد-فيلم نورما ري - 1978 - جين فوندا-فيلم العودة - 1977 - دايان كيتن-فيلم آني هول - 1976 - فاي دوناوي-فيلم الشبكة - 1975 - لويز فليتشر-فيلم طيران فوق عش الوقواق - 1974 - آلين بيرستين-فيلم أليس لا تعيش هنا بعد اليوم - 1973 - غليندا جاكسون-فيلم لمسة ذات مستوى - 1972 - ليزا مانيلي-فيلم كاباريه - 1971 - جين فوندا-فيلم كلوت - 1970 - غليندا جاكسن-فيلم نساء عاشقات - 1969 - ماجي سميث-فيلم بداية الآنسة جين برودي - 1968 - كاثرين هيبورن-فيلم الأسد في الشتاء وباربرا ستريساند-فيلم فتاة مرحة - 1967 - كاثرين هيبورن-فيلم خمن من سيأتي للعشاء - 1966 - إليزابيث تايلور-فيلم من يخاف من ذئب فرجينيا؟ - 1965 - جولي كرستي-فيلم العزيز - 1964 - جولي أندروز-فيلم ماري بوبينز - 1963 - باتريسيا نيل-فيلم هود - 1962 - آن بانكروفت-فيلم عامل المعجزة - 1961 - صوفيا لورين-فيلم إمرأتان - 1960 - إليزابيث تايلور-فيلم بوترفيلد 8 - 1959 - سايمون سيغنورت-فيلم غرفة في القمة - 1958 - سوزان هايورد-فيلم أريد العيش! | - 1957 - جوان ودوارد-فيلم ثلاثة من وجوه حواء - 1956 - انجرد برغمان-فيلم أناستازيا - 1955 - آنا ماغناني-فيلم وشم روز - 1954 - غرايس كيلي-فيلم بنت البلد - 1953 - أودري هيبورن-فيلم عطلة رومانية - 1952 - شيرلي بوث-فيلم إرجع، شيبا الصغير - 1951 - فيفيان لي-فيلم عربة اسمها الرغبة - 1950 - جودي هوليداي-فيلم ولدت أمس - 1949 - أوليفيا دي هافيلاند-فيلم الوريثة - 1948 - جين وايمن-فيلم جوني بيلندا - 1947 - لوريتا يونغ-فيلم بنت المزارع - 1946 - أوليفيا دي هافيلاند-فيلم إلى كل ملكه - 1945 - جوان كراوفورد-فيلم ميلدرد بيرس - 1944 - انجرد برغمان-فيلم ضوء غاز - 1943 - جينيفر جونز-فيلم أغنية بيرناديت - 1942 - جرير غارسون-فيلم السيدة مينيفر - 1941 - جوان فونتين-فيلم سوسبيشن - 1940 - جينجر روجرز-فيلم كيتي فويل - 1939 - فيفيان لي-فيلم ذهب مع الريح - 1938 - بيت ديفيس-فيلم جيزبل - 1937 - لويز رينير-فيلم الأرض الجيدة - 1936 - لويز رينير-فيلم زيقفيلد العظيم - 1935 - بيت ديفيس-فيلم خطر - 1934 - كلوديت كولبيرت-فيلم حدث في ليل واحد - 1933 - كاثرين هبورن-فيلم مجد الصباح - 1932 - هيلين هايز-فيلم خطيئة ماديلون كلاودت - 1931 - ماري دراسلر-فيلم مين وبيل - 1930 - نورما شيرر-فيلم المطلق - 1929 - ماري بيكفورد-فيلم مغناج - 1928 - جانيت غاينور-أفلام السماء السابعة وملاك الشارع وشروق الشمس |